# 桃李理永
桃李 理永 (とうり りよん，2001年9月25日 - ) は、大阪府出身のサッカー選手。MLSネクストプロ・オーランド・シティB（メジャーリーグサッカー・オーランド・シティSCのリザーブチーム）所属。ポジションはMF。

## 来歴
大阪府出身。コリア系の父（イ・ジミョン）を持つ。
セレッソ大阪の下部組織（西U-15、U-18)出身で、中学1年生の時はJFAナショナルトレセンへの選出経験がある（当時の登録名は李理永）。2019年シーズンはセレッソ大阪U-18のキャプテンを務めると同時にセレッソ大阪U-23のスカッドに登録され，J3リーグで16試合に出場。高校卒業後は関西学院大学体育会サッカー部に入部するも、2021年に米ニューヨーク州・セント・ジョンズ大学に編入。同大学で2シーズンを過ごした後ノースカロライナ大学シャーロット校に再度編入。大学3年シーズン後に開催された2024年度MLSスーパードラフトにおいてオーランド・シティSCに指名（3巡目83番）されるも、クラブ・大学関係者と協議の上でプロ契約を保留し大学に残る決断を行う。MLSの規定上、卒業後にあたる2025年末までオーランド・シティが契約交渉権を留保する。
2025年にはオーランド・シティB（同クラブの2軍に相当）と1年契約を結び、トップチームのリーグ戦にも招集されてベンチ入りを果たす。

## 個人成績
| 国内大会個人成績 | 国内大会個人成績 | 国内大会個人成績 | 国内大会個人成績 | 国内大会個人成績 | 国内大会個人成績 | 国内大会個人成績 | 国内大会個人成績 | 国内大会個人成績 | 国内大会個人成績 | 国内大会個人成績 | 国内大会個人成績 |
| 年度             | クラブ           | 背番号           | リーグ           | リーグ戦         | リーグ戦         | リーグ杯         | リーグ杯         | オープン杯       | オープン杯       | 期間通算         | 期間通算         |
| 年度             | クラブ           | 背番号           | リーグ           | 出場             | 得点             | 出場             | 得点             | 出場             | 得点             | 出場             | 得点             |
| 日本             | 日本             | 日本             | 日本             | リーグ戦         | リーグ戦         | リーグ杯         | リーグ杯         | 天皇杯           | 天皇杯           | 期間通算         | 期間通算         |
| ---------------- | ---------------- | ---------------- | ---------------- | ---------------- | ---------------- | ---------------- | ---------------- | ---------------- | ---------------- | ---------------- | ---------------- |
| 2019             | C大阪U-23        | 50               | J3               | 16               | 0                | -                | -                | -                | -                | 16               | 0                |
| 通算             | 日本             | 日本             | J3               | 16               | 0                | -                | -                | -                | -                | 16               | 0                |
| 総通算           | 総通算           | 総通算           | 総通算           | 16               | 0                | -                | -                | -                | -                | 16               | 0                |